# Birchmount Stadium
El Birchmount Stadium es un estadio de fútbol ubicado en Toronto, Ontario, Canadá. El estadio tiene capacidad para 2.000 espectadores y está equipado con Césped artificial.
Fue inaugurado en 1960 y remodelado en 2006.